# Skjervøy
70°2′7″N 20°58′54″Ø / 70.03528°N 20.98167°Ø
Skjervøy kommune (samisk: Skiervvá gielda) ligger i Troms og Finnmark fylke i Norge. Den har landgrænse i syd til Nordreisa kommune og i øst til Kvænangen, og grænser over de omliggende fjorde og hav, i vest til Lyngen og Karlsøy. Øgruppen Skjervøy kommune omfatter øerne Skjervøya, Kågen, Arnøya, Uløya, Laukøya, Haukøya, Hakkstein, Vorterøya og Follesøyene
Byen Skjervøy, som er administrationscenter i kommunen, har 2.343 indbyggere (pr. 2006).
Skjervøy har hurtigbådsforbindelse til Tromsø. Hurtigruten har også anløb her. Nærmeste flyveplads er Sørkjosen Lufthavn i nabokommunen Nordreisa med ruter til Tromsø, Hammerfest og Kirkenes.

## Personer fra Skjervøy
- Leonhard Seppala († 1967)
- Knut Werner Hansen (1951-), politiker, stortingsmand
- Roy Waage (1963-), politiker, leder af Kystpartiet
- Hans Olav Syversen (1966-), politiker, stortingsmand
- Hanne Grete Einarsen (1966-), kunstner
- André Hanssen (1981-), fodboldspiller